# Rentnerschwemme
Rentnerschwemme oder Überalterung ist ein politisches Schlagwort, um auf den demografischen Wandel hin zu einer hohen Zahl an zu versorgenden Rentnern hinzuweisen. 1996 wurde der Begriff zum deutschen Unwort des Jahres gewählt.
Durch verschiedene Faktoren, insbesondere durch den Geburtenrückgang und die Erhöhung der durchschnittlichen Lebenserwartung, ist es zur Umkehr der so genannten Alterspyramide gekommen. Diese Entwicklung wird teilweise so dargestellt, dass es rein rechnerisch angeblich zu wenig junge arbeitende Menschen gebe, um mit dem aktuellen Sozialsystem die Versorgung der alten, nicht mehr arbeitenden Bevölkerungsschicht sicherzustellen. Durch den Begriff Rentnerschwemme sollte ein plötzlicher Anstieg der Zahl alter Menschen impliziert werden. Aber schon in den späten 1980er Jahren machte sich die allmähliche Umkehr der Alterspyramide bemerkbar.